# Кільце множин
Непорожня система множин {\displaystyle {\mathcal {R}}} називається кільцем множин, якщо вона є замкнута щодо операцій об'єднання та перетину множин.
Тобто {\displaystyle \forall A,B\in {\mathcal {R}}} виконується:
1. {\displaystyle A\cup B\in {\mathcal {R}}}
2. {\displaystyle A\cap B\in {\mathcal {R}}}

Дана алгебраїчна структура не є алгебраїчним кільцем, а є дистрибутивною ґраткою.
Вищенаведене визначення задовільняють системи із однієї множини — сінглетони. Щоб уникнути цього, в теорії міри, кільцем множин називають непорожню систему множин, що є замкнутою відносно двох операцій:
- операцій об'єднання та різниці множин:

1. {\displaystyle A\cup B\in {\mathcal {R}}}
2. {\displaystyle A\setminus B\in {\mathcal {R}}}

- або операцій перетину та симетричної різниці множин (при даному визначенні кільце множин є алгебраїчним кільцем):

1. {\displaystyle A\cap B\in {\mathcal {R}}}
2. {\displaystyle A\triangle B\in {\mathcal {R}}}

Обидва визначення є строгішими ніж початкове, а також еквівалентними оскільки виражаються: 
- перше через друге:
  - {\displaystyle A\cup B=(A\triangle B)\triangle (A\cap B)}
  - {\displaystyle A\backslash B=A\triangle (A\cap B)}
- друге через перше:
  - {\displaystyle \ A\cap B=A\setminus (A\setminus B)}
  - {\displaystyle A\triangle B=(A\setminus B)\cup (B\setminus A)}

## Властивості
- {\displaystyle \emptyset \in {\mathcal {R}}}
- Виконується дистрибутивний закон:

{\displaystyle A\cap (B\triangle C)=(A\cap B)\triangle (A\cap C)}

## Поле множин
Полем множин — називається кільце множин замкнуте відносно доповнення множин. 
Поле множин ще називають алгеброю множин, хоча алгеброю множин частіше називають ту частину теорії множин, що вивчає властивості теоретико-множинних операцій.
Насправді, поле множин з точки зору абстрактної алгебри не є ні алгебраїчним полем, ні алгеброю над полем, а є булевим кільцем.  

## Сигма-алгебра
- Сигма-кільцем називається кільце, замкнуте відносно зліченного об'єднання елементів.
- Дельта-кільцем називається кільце, замкнуте відносно зліченного перетину елементів.

Аналогічно визначається сигма-алгебра та дельта-алгебра (до речі, довільна дельта-алгебра є сигма-алгеброю і навпаки).

## Теорема Стоуна
- Ґратка є дистрибутивною тоді і тільки тоді, коли вона ізоморфна деякому кільцю множин.
- Ґратка є булевою алгеброю тоді і тільки тоді, коли вона ізоморфна деякому полю множин.